# Ulrich Lauener
Ulrich Lauener, né le 27 janvier 1821 à Lauterbrunnen où il est mort le 5 décembre 1900, est un guide de haute montagne suisse.

## Biographie
Ulrich Lauener, né le 27 janvier 1821 à Lauterbrunnen, est le fils de Johann Lauener, guide de montagne, et le frère aîné de Christian Lauener (1826-1891) également guide de montagne. L'activité de toute la famille tournait autour de l'alpinisme.
Dès 1840, il conduit Gottlieb Samuel Studer à travers le Tschingelpass.
En 1854, il mène l'Anglais Alfred Wills au Wetterhorn après lui avoir déclaré que personne n'en avait encore réussi l'ascension, tout en insistant pour engager comme guide supplémentaire Peter Bohren qui l'avait en réalité déjà réalisé neuf ans plus tôt (le fait de guider un client pour une première ascension rapportait plus d'argent aux guides). Cette ascension fameuse (également accompagnée par Auguste Simond et Auguste Balmat de Chamonix) et le récit qu'en fit Wills marquent le début de l'âge d'or de l'alpinisme.
Sa plus belle première ascension est celle de la pointe Dufour au mont Rose en 1855 avec les Britanniques Charles Hudson, John Birkbeck, Edward John Stevenson, les frères Christofer et James Greenville Smyth et les guides de montagne Mathias et Johann Zumtaugwald de Zermatt.
En 1859, il conduit le premier passage de l'Eigerjoch avec Jean-Baptiste Croz, M. Charlet, Leslie Stephen et W.G.S. Mathews.
En 1865, il fait la première ascension du Tschingelhorn (3 557 m) avec son frère, Christian Lauener, et ses clients anglais.
Il a accompagné Francis Fox Tuckett pendant plusieurs années dans les Dolomites.

## Sources
- Carl Egger, Pioniere der Alpen : 30 Lebensbilder der grossen Schweizer Bergführer von Melchior Anderegg bis Franz Lochmatter. 1827-1933, Amstutz, Herdeg & Co., 1946
- Carus Dunlop Cunningham et Sir William de Wiveleslie Abney, The pioneers of the Alps, Sampson Low, Marston, Searle, & Rivington, 1887, pp. 79-81
- H. Michel, Buch der Talschaft Lauterbrunnen, 1950, pp. 427-443